# Küküler, Süloğlu
Küküler là một xã thuộc huyện Süloğlu, tỉnh Edirne, Thổ Nhĩ Kỳ. Dân số thời điểm năm 2011 là 177 người.